# Vlag van Dongeradeel

Vlag van de gemeente Dongeradeel

De vlag van Dongeradeel is op 27 oktober 1983 vastgesteld als de gemeentelijke vlag van de Friese gemeente Dongeradeel. Vanaf 2019 is de vlag niet langer als gemeentelijke vlag in gebruik omdat de gemeente Dongeradeel in de nieuwe gemeente Noardeast-Fryslân op is gegaan.

## Beschrijving

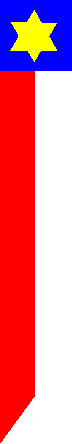
Wimpel

De vlag van Dongeradeel wordt als volgt beschreven:
Een blauwe hijs waarin boven elkaar geplaatst drie gele zespuntige sterren; een vlucht van drie evenhoge gegolfde banen van rood, wit en rood.
De vlag bestaat uit twee vlakken in de verhouding van 1:2. Het vlak aan de hijszijde is blauw en bevat drie gele zespuntige sterren onder elkaar. Het vlak aan de vluchtzijde is rood en bevat in het midden van de hoogte een witte golvende baan met een hoogte van 1/3 van de vlaghoogte.
De golvende baan is een verwijzing naar de rivier de Paesens die op het grondgebied van de gemeente stroomt. De kleuren rood en wit zijn een verwijzing naar de Oostergo waar de huidige gemeente nu ligt. De sterren zijn afkomstig van het gemeentewapen, die op haar beurt weer afkomstig zijn van het wapen van Dokkum. Het ontwerp was van de Fryske Rie foar Heraldyk.
Tegelijkertijd met de vlag werd een wimpel aangenomen met de volgende beschrijving:
Een vierkante hijs van blauw waarin een gele zespuntige ster; de vlucht is een splitwimpel van twee banen rood- en wit.

## Dorpsvlaggen
De dorpswapens en vlaggen van de gemeente Dongeradeel begint uiteraard met het stadswapen en de stadsvlag van Dokkum. De wapens en vlaggen werden goedgekeurd en vastgesteld door de gemeenteraad van de gemeente Dongeradeel bij raadsbesluit van 28 januari 1988. De vlag van Oostmahorn werd pas in 20 december 2006 aangenomen.

Vlag van Aalsum
Vlag van Anjum
Vlag van Bornwird
Vlag van Brantgum
Vlag van Dokkum
Vlag van Ee
Vlag van Engwierum
Vlag van Foudgum
Vlag van Hantum
Vlag van Hantumhuizen
Vlag van Hiaure
Vlag van Holwerd
Vlag van Jouswier
Vlag van Lioessens
Vlag van Metslawier
Vlag van Morra
Vlag van Nes
Vlag van Niawier
Vlag van Oosternijkerk
Vlag van Oostmahorn
Vlag van Oostrum
Vlag van Paesens-Moddergat
Vlag van Raard
Vlag van Ternaard
Vlag van Waaxens
Vlag van Wetsens
Vlag van Wierum

## Verwante afbeeldingen

Wapen van Dongeradeel
Wapen van Dokkum
Vlag van Oostergo

Aengwirden 
· Baarderadeel 
· Barradeel 
· het Bildt 
· Bolsward 
· Boornsterhem 
· Dokkum 
· Dongeradeel 
· Doniawerstal 
· Ferwerderadeel 
· Franeker 
· Franekeradeel 
· Gaasterland 
· Gaasterland-Sloten 
· Haskerland 
· Hemelumer Oldeferd 
· Hennaarderadeel 
· Hindeloopen 
· Idaarderadeel 
· IJlst 
· Kollumerland en Nieuwkruisland 
· Leeuwarderadeel 
· Lemsterland 
· Littenseradeel 
· Menaldumadeel 
· Nijefurd 
· Oostdongeradeel 
· Rauwerderhem 
· Schoterland 
· Skarsterlân 
· Sloten 
· Sneek 
· Stavoren 
· Terschelling en Vlieland 
· Utingeradeel 
· Westdongeradeel 
· Wonseradeel 
· Workum 
· Wymbritseradeel